# 西宮神社 (長野市)
西宮神社（にしのみやじんじゃ）は、長野県長野市岩石町に鎮座する神社。
「およべっさん（おえびすさん）」と呼ばれ近傍の商業者の崇敬を集める。善光寺七福神の「恵比寿」。

## 概要
善光寺門前の横町通り（旧北国街道）が鉤の手に曲がるところに位置する。後述するえびす講は古くから賑わい、景気づけとして開催される長野えびす講煙火大会は100年以上の歴史を持つ。
初えびすの際は「御種銭」の貸し出しで賑わうほか、拝殿前には銭洗いえびす「およべっさんの銭洗い」があり、商売繁盛を願う参拝者を集める。

## 歴史
もともと武井神社の北、武井小路にあり、武井えびすと呼ばれていたという。下諏訪町武居には武井えびす社があり、諏訪社よりも古い地主の神ともいわれる。西宮神社も武井神社鎮座とともに祭られた古社であると考えられる。
1663年（寛文3年）、盛大に祭典を行い、八重事代主神と蛭子神を勧請。
江戸時代中期に豊田稲荷社を勧請。
1814年（文化11年）、倉稲魂神を合祀。金毘羅大権現を勧請。
神主丸山氏は若槻の千山寺出身といい、1884年（明治17年）太々御神楽講を組織し、西宮本社から西宮講社信濃国社用係、信濃北部取締を命ぜられている。
1899年（明治32年）例大祭（えびす講）に合わせ、長野えびす講煙火大会が始まる。
1917年（大正6年）頃、岩石町と横町の角の現在地に新築・移転した。

## 境内

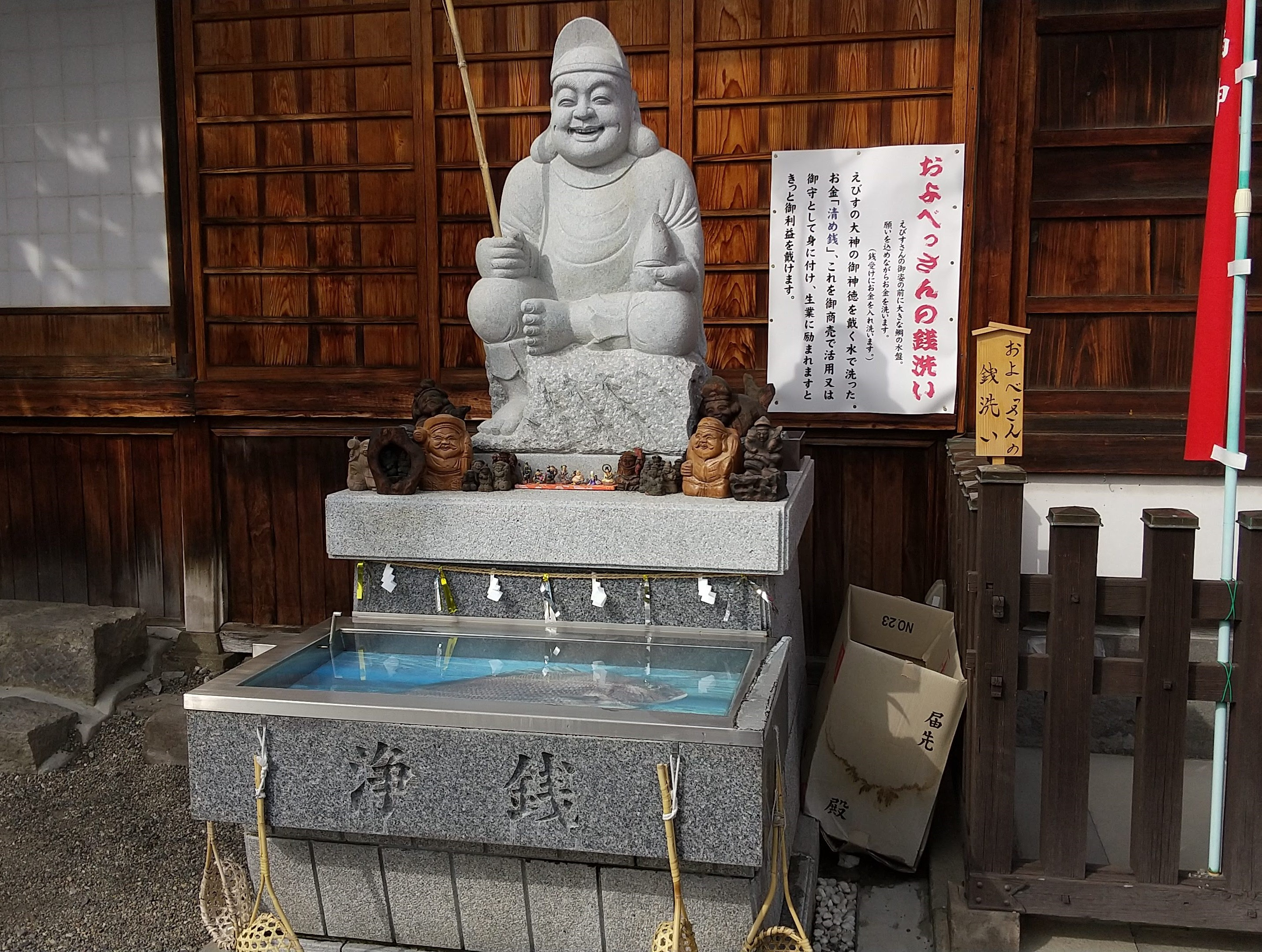
およべっさんの銭洗い

- 本殿
- 拝殿
  - およべっさんの銭洗い銭洗いえびす（およべっさんの銭洗い）
- 境内社

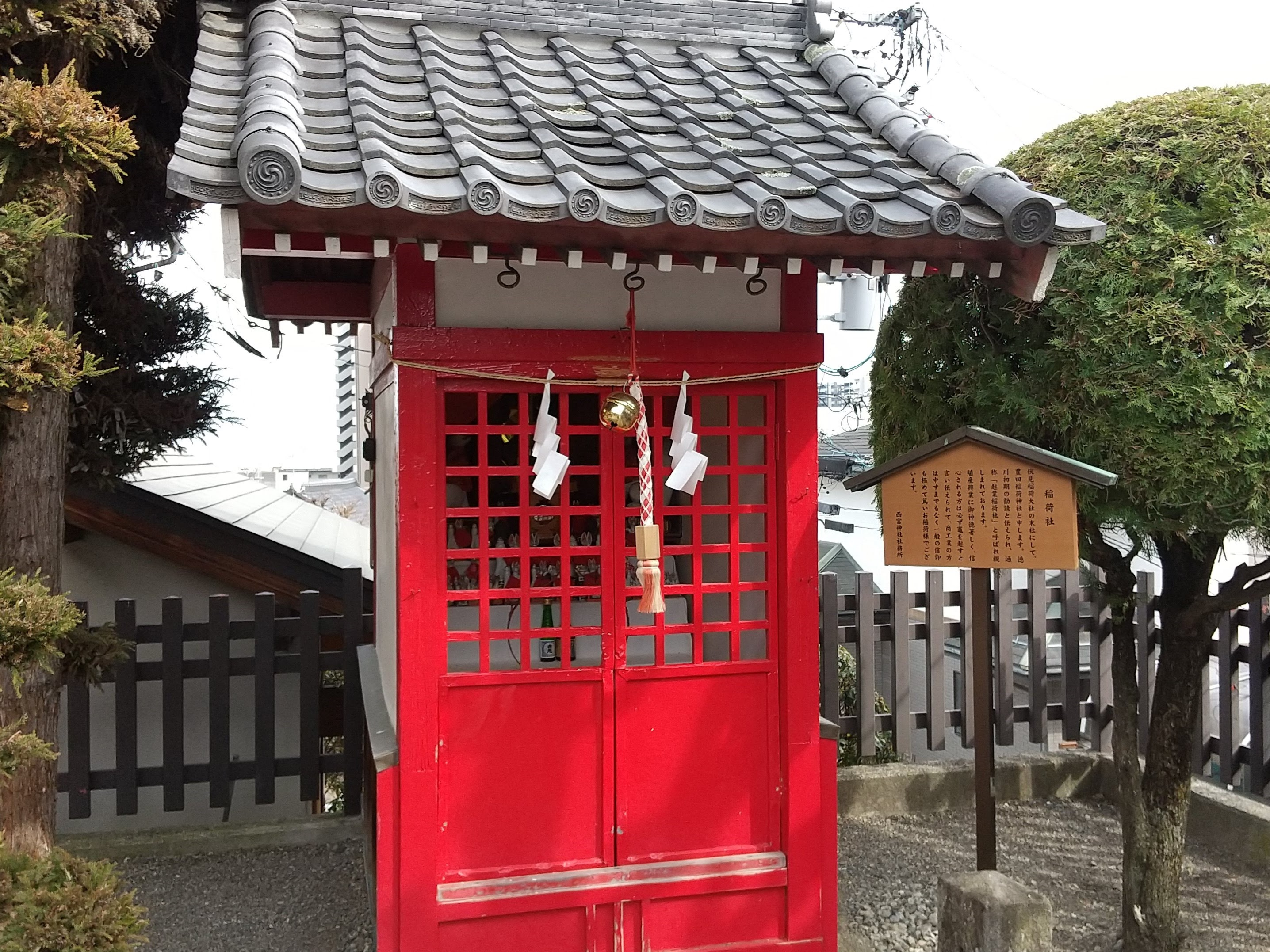
豊田稲荷神社（起業稲荷社）

  - 豊田稲荷神社（起業稲荷社）豊田稲荷神社 - 伏見稲荷大社の末社。倉稲魂神を祀る
  - 金毘羅大権現 - 大物主神を祀る

## 年間神事
- 歳旦祭 - 1月1日
- 初えびす祭 - 1月19日〜1月20日
- 大祓祭 - 6月30日
- えびす講祭 - 11月18日〜11月20日
- 大祓祭 - 12月31日
- 除夜祭 - 12月31日
- 月次祭 - 毎月20日

### えびす講

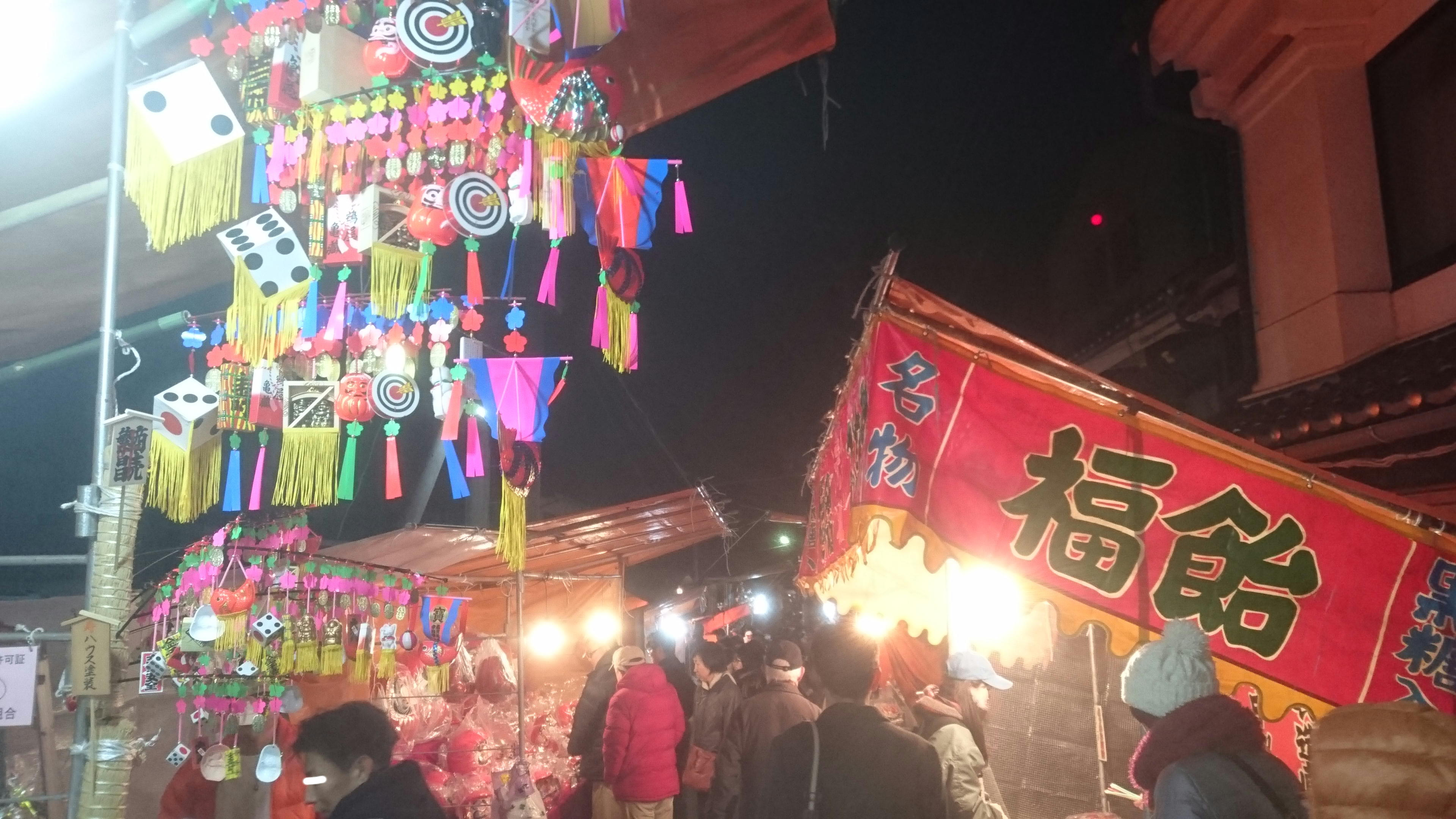
宵えびすの神社周辺。細い通りに露店が所狭しと立ち並ぶ（長野市横町）

善光寺平の商人たちの崇敬を集める西宮神社のえびす講は、近郊農家の冬支度の買い出しと重なって大変賑わい、明治以降は長野市全市で大売出しが行われるようになった。この大売出しの景気づけとして有志が始めた煙火会は、「長野えびす講煙火大会」として現在まで100回を超え続く有数規模の花火大会となった。
以前のような全市的な大売出しは見られないものの、現在でもえびす講の時期になると西宮神社には多くの参拝者が詰めかける。特に11月19日の宵えびすは正月を控えて神社周辺に縁起物の露店が立ち並び、熊手が売れる度、普段は閑静な町に手締めの音が響く。

### 初えびす
本家西宮神社とは異なり1月19日〜1月20日である。「御種銭」の貸出しを求めて長蛇の列ができ、こちらも大いに賑わう。この「御種銭」は、初えびすに恵比寿様から百円玉を1年間借り、これを商売に活用することで御利益を受け、翌年の初えびすには2倍にして神社に返す風習である。

## 交通
- 長野電鉄善光寺下駅から徒歩10分
- JR・しなの鉄道・長野電鉄長野駅からアルピコ交通（川中島バス）11・16・17系統「善光寺大門」下車徒歩5分